# Андрея Костов
Андрея Костов е български общественик и просветен деец, активен член на Македонската патриотична организация.

## Биография
Андрея Костов е роден през 1882 година в леринското село Арменско, тогава в Османската империя, днес в Гърция. Основно образование получава в родното си село, след което учи в България между 1897 и 1900 година. През 1901 година се жени, след това работи в Сърбия и за кратко се прибира в родното си село по време на Илинденското въстание. Между 1905 и 1908 година работи в САЩ, а след Младотурската революция до 1913 година е учител в родното си село. Между 1913 и 1916 година работи в Лерин, а след това се устройва в Детройт, Мичигън, където участва в основаването на МПО „Татковина“ и е председател, подпредседател и секретар на Македоно-българската православна църква „Свети Климент Охридски“.